# Isaac Kimeli
Isaac Kimeli, född 9 mars 1994, är en friidrottare från Belgien. Han deltog vid olympiska sommarspelen 2020.